# Phrynocephalus guttatus
Phrynocephalus guttatus är en ödleart som beskrevs av  Gmelin 1789. Phrynocephalus guttatus ingår i släktet Phrynocephalus och familjen agamer.
Arten har två större populationer i Centralasien. Den ena från centrala Kazakstan till regionen norr om Kaspiska havet och till Volgograd. Den andra populationen lever vid Balchasjsjön i östra Kazakstan och i angränsande områden av Kina. Små avgränsade populationer hittas även i sydvästra Uzbekistan och västra Turkmenistan. Phrynocephalus guttatus vistas i regioner som ligger -16 till 1000 meter över havet. Habitatet utgörs av torra sandiga landskap, som ibland har ett tätare växttäcke.
Denna paddagam parar sig i april och äggen läggs mellan maj och mitten av juli. Ungarna kläcks mellan slutet av juli och september.
I begränsade områden utgör intensivt bruk av betesmarker ett hot. Trots att populationen minskar lite listas arten av IUCN som livskraftig (LC).

## Underarter
Arten delas in i följande underarter:
- P. g. alpherakii
- P. g. guttatus
- P. g. kushakewitschi
- P. g. kalmykus
- P. g. salenskyi
- P. g. salsatus